# Elizabeth Daily
Elizabeth Ann Guttman, bättre känd under sitt artistnamn Elizabeth Daily eller E. G. Daily, född 11 september 1961 i Los Angeles, Kalifornien, är en amerikansk röstskådespelerska, skådespelerska, sångerska, låtskrivare och musiker.

## Liv och karriär

### Sångkarriär
Daily undertecknade med skivbolaget A&M Records 1985 och arbetade med två medlemmar av Madonna. De släpptes 1986 singeln "Say It, Say It". Sången nådde nummer 70 på Billboard Hot 100 och nådde forstapladsen på Hot Dance Club Songs. Hennes låtar "Shake It Up" och "I'm Hot Tonight" ingick i soundtracket av filmen Scarface. Samma låtar ingick i videospelet Grand Theft Auto III. De ingick också i videospelet Scarface: The World Is Yours.
Daily uppgivet också 1985 bakgrundsvokal för debut soloalbumet av The Human League-sångaren Philip Oakey. Samma år spelade hon i komedifilmen Better Off Dead. Hon sjöng två låtar och spelade en medlem av ett band uppträder på en gymnasieskola.
Hon släpptes låten "Mind Over Matter" 1987, som innehöll i filmen Summer School. Daily spelar gitarr, munspel, keyboard och slagverk. I låten "Some People" från hennes album Lace Around the World spelar hon gitarr och munspel. Hon utförde låten "Waiting" på soundtracket av The Breakfast Club.

### Skådespelarkarriär
Daily gjorde rösten av flera tecken som Tommy Pickles i Rugrats, Buttercup i Powerpuffpinglorna, och titelrollen i filmen Babe – en gris kommer till stan. Hon spelade Sandy Burns i TV-serien The Righteous Apples och Dottie i Pee-Wees stora äventyr. Hon spelade också Leslie i en episod av TV-serien Vänner där hon utfört låtar med Phoebe Buffay.

## Privatliv
Elizabeth Daily var gift med Rick Salomon från 1995 till 2000. De har två barn, Hunter (f. 1996) och Tyson (f. 1998).

## Diskografi

### Album
- Wild Child (1985)
- Lace Around the World (1989)
- Tearing Down the Walls (1999)
- Changing Faces (2008)

### Singlar
- "Say It, Say It" (1986)
- "Love in the Shadows" (1986)
- "Mind Over Matter" (1987)
- "Some People" (1989)
- "This Time" (1990)
- "Don't Even Care" (1999)
- "Breath of Heaven" (1999)
- "Changing Faces" (2003)
- "Beautiful" (2008)
- "Somebody's Loving You" (2010)